# Opsioristes eurhostus
Opsioristes eurhostus är en kvalsterart som beskrevs av Tyler A. Woolley 1967. Opsioristes eurhostus ingår i släktet Opsioristes och familjen Liacaridae. Inga underarter finns listade i Catalogue of Life.